# Steger und Egender

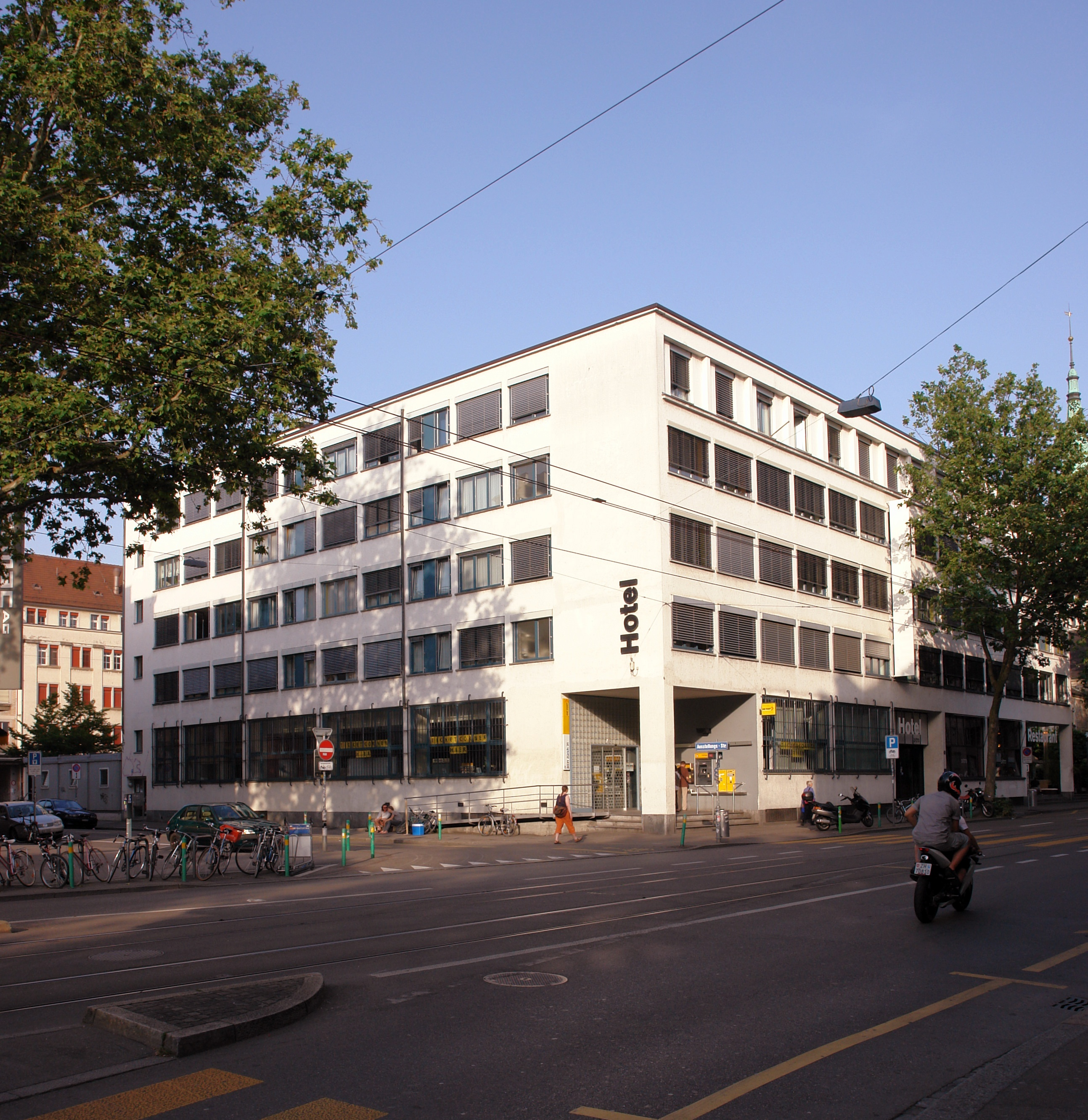
Limmathaus in Zürich von 1931

Das Architekturbüro Steger und Egender in Zürich bestand etwa von 1922 bis 1932. Büropartner waren die Architekten Adolf Steger (1888–1939) und Karl Egender (1897–1969). Mit seinen meist in Architekturwettbewerben errungenen Bauaufträgen gehörte es dort zu den Protagonisten des Neuen Bauens. Insbesondere der Neubau der Gewerbeschule mit dem Kunstgewerbemuseum (1930 bis 1933) ist der erste grosse, öffentliche Bau der klassischen Moderne in Zürich und zusammen mit dem Zett-Haus, den Wasserwerkshäusern und der Siedlung Neubühl prominentes Zeugnis des neuen Baustils. Steger und Egender waren die ersten Architekten des 1929 gegründeten Zoos Zürich, die Bauten sind grösstenteils aber abgebrochen. Bemerkenswert ist im Industriequartier auch das Volkshaus Limmathaus. Bei der Wohnbauausstellung in Basel-Eglisee, die im Jahre 1930 den Stand des schweizerischen Wohnungsbaus belegte, waren Steger und Egender mit einem Häuserblock dabei.

## Werk (Auswahl)
- 1927: Fachausstellung für das Schweizerische Gastwirtschaftsgewerbe, Zürich
- 1928–1931: Bauten im Zoologischen Garten, Zürich (abgebrochen)
- 1929: Doppelwohnhaus Müller/Bänninger, Wunderlistrasse, Zürich
- 1929–1930: Wohnblock Eglisee, WOBA, Basel
- 1930: Strandbad, Küsnacht
- 1930: Badehaus Sponagel, Feldmeilen
- 1930–1931: Limmathaus, Zürich
- 1930–1933: Gewerbeschule und Kunstgewerbemuseum, Zürich

## Belege
1. ↑  N.N.: Zweiter Wettbewerb für die Gewerbeschule und das Kunstgewerbemuseum Zürich. In: Schweizerische Bauzeitung. Band 89, Nr. 24, 1927, S. 321 ff. (e-periodica.ch).
2. ↑  N.N.: Gewerbeschule und Kunstgewerbemuseum Zürich: Bauprojekt der Architekten Steger und Egender, Zürich. In: Schweizerische Bauzeitung. Band 95, Nr. 3, 1930, S. 38 ff., doi:10.5169/seals-43933.
3. ↑  Emil Steiner: Das Projekt für einen Zoologischen Garten in Zürich: Architekten Steger & Egender, Zürich. In: Schweizerische Bauzeitung. Band 92, Nr. 20, 1928, S. 252 ff., doi:10.5169/seals-42604.
4. ↑  Hans Bernoulli: Die Wohnkolonie Eglisee als Ausstellungs-Siedlung der WOBA Basel 1930. In: Das Werk. Band 17, Nr. 10, 1930, S. 295 ff., doi:10.5169/seals-81888.